# Karta magnetyczna

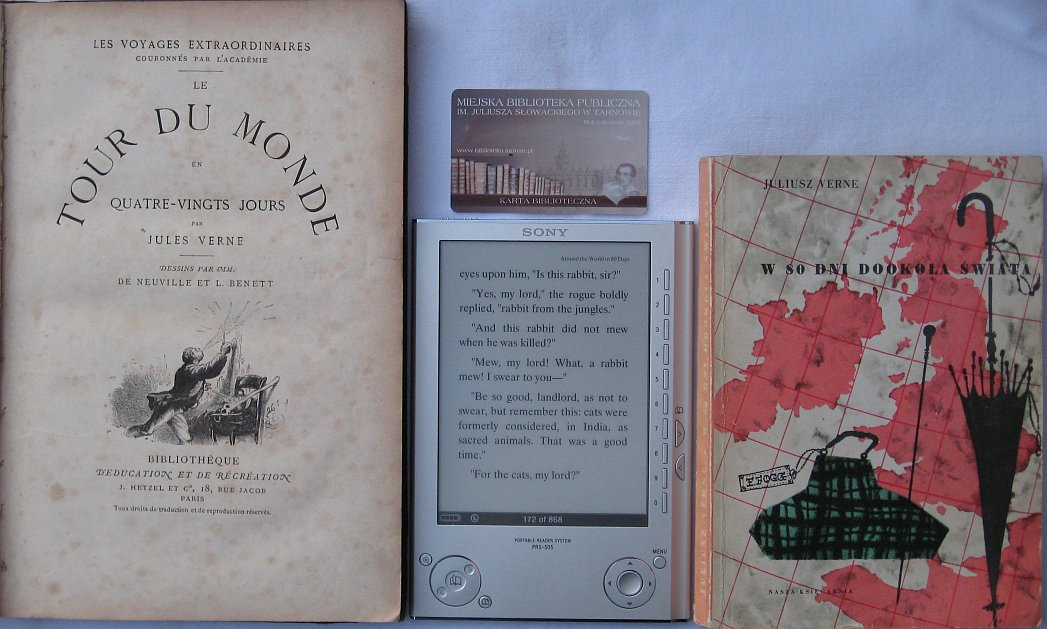
Porównanie wielkości karty magnetycznej, książek i czytnika e-booków

Karta magnetyczna – karta, w której nośnikiem danych jest warstwa materiału magnetycznego. Odczyt danych odbywa się przez przeciągnięcie karty w czytniku reagującym na zmiany pola magnetycznego. Karty magnetyczne stosowane są od 1972 roku.
Fizyczne właściwości karty jak wymiary, giętkość, lokalizacja paska magnetycznego i jego właściwości magnetyczne definiują normy ISO:
- ISO 7810,
- ISO 7811,
- ISO 7812,
- ISO 7813,
- ISO 4909.

Najbardziej popularne karty mają wymiary 86x54 mm. Mogą być one wykonane z tworzywa sztucznego lub papieru.
Karty magnetyczne są powszechnie stosowane jako karty płatnicze, identyfikacyjne, do kontroli dostępu itp. Mogą posiadać dodatkowe zabezpieczenia w postaci hologramów lub mikrodruku. W XXI w. są wypierane przez karty elektroniczne, zapewniające większe bezpieczeństwo przechowywanych informacji i rozbudowaną funkcjonalność.